# Magenta (Lombardei)

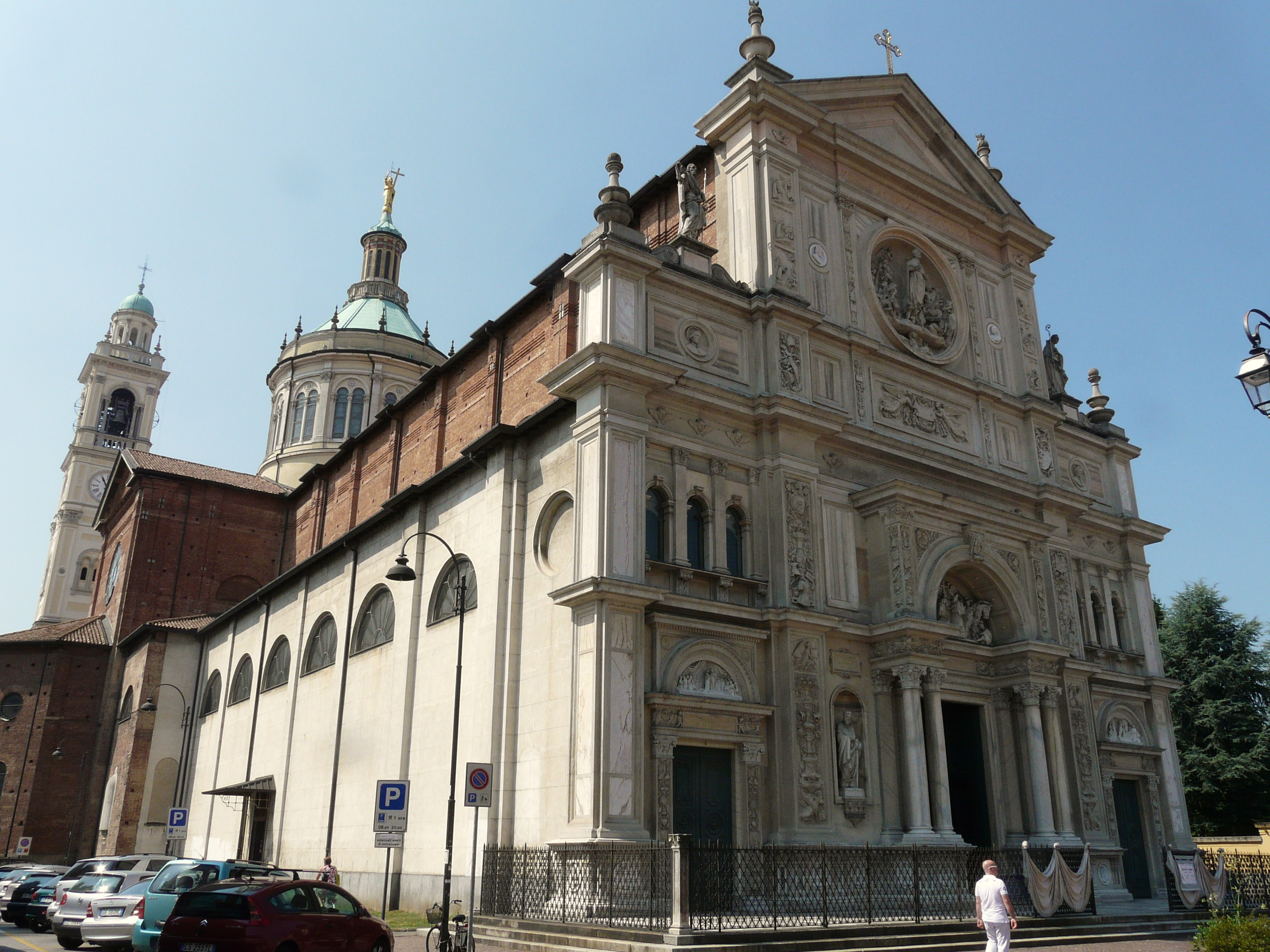
Magenta, Kirche San Martino

Magenta ([maˈdʒenta]) ist eine Gemeinde mit 24.597 Einwohnern (Stand 31. Dezember 2023) in der Metropolitanstadt Mailand, Region Lombardei. Der Filmproduzent Carlo Ponti (1912–2007) und die heiliggesprochene Gianna Beretta Molla (1922–1962) wurden in Magenta geboren. Seit 2009 besteht eine Gemeindepartnerschaft zum
französischen Ort gleichen Namens.
Die Nachbarorte von Magenta sind Marcallo con Casone, Santo Stefano Ticino, Corbetta, Boffalora sopra Ticino, Robecco sul Naviglio und Cerano (NO).

## Geschichte
Magenta war vermutlich eine Siedlung des Volksstammes der Insubres, die im 5. Jahrhundert vor Christus gegründet wurde. Im Jahr 222 wurde die Gegend von den Römern erobert. Der Ortsname Magenta leitet sich aus dem Namen der Römerfestung castrum Maxentiae ab. Nach dem Fall des Weströmischen Reiches fiel der Ort in den Machtbereich der Langobarden.
Im Mittelalter wurde Magenta zweimal zerstört, einmal 1162 von Friedrich I. und im Jahr 1356 von Truppen, die gegen die Visconti kämpften. Einer Legende zufolge wurde hier Heinrich VII. von einem Schneesturm gestoppt, als er auf Mailand zumarschierte. 1398 übergab Gian Galeazzo Visconti das Gebiet des Ortes an das Kartäuserkloster von Pavia (Certosa di Pavia). 
Am 4. Juni 1859 fand mit der Schlacht bei Magenta ein bedeutender Waffengang im Sardinischen Krieg statt. Die Bezeichnung der Farbe Magenta soll mit dieser Schlacht insofern in Beziehung stehen, als der Boden mit so viel Blut getränkt war, dass er eine dunkelviolette Farbe annahm.

## Bevölkerungsentwicklung
Magenta zählt 9.543 Privathaushalte. Zwischen 1991 und 2001 fiel die Einwohnerzahl von 23.667 auf 22.839.

## Persönlichkeiten
- Carlo von Boog (1854–1905), österreichischer Architekt und Baubeamter
- Roberto Salvadori (* 1950), Fußballspieler
- Luca del Gobbo (* 1964), Politiker
- Andrea Noè (* 1969), Radrennfahrer
- Anna Maria Mazzetti (* 1988), Triathletin
- Davide Villella (* 1991), Radrennfahrer
- Francesca Gallina (* 1996), Snowboarderin
- Andrea Piccolo (* 2001), Radrennfahrer
- Filippo Mané (* 2005), italienisch-senegalesischer Fußballspieler